# فريدريك دوغلاس باترسون

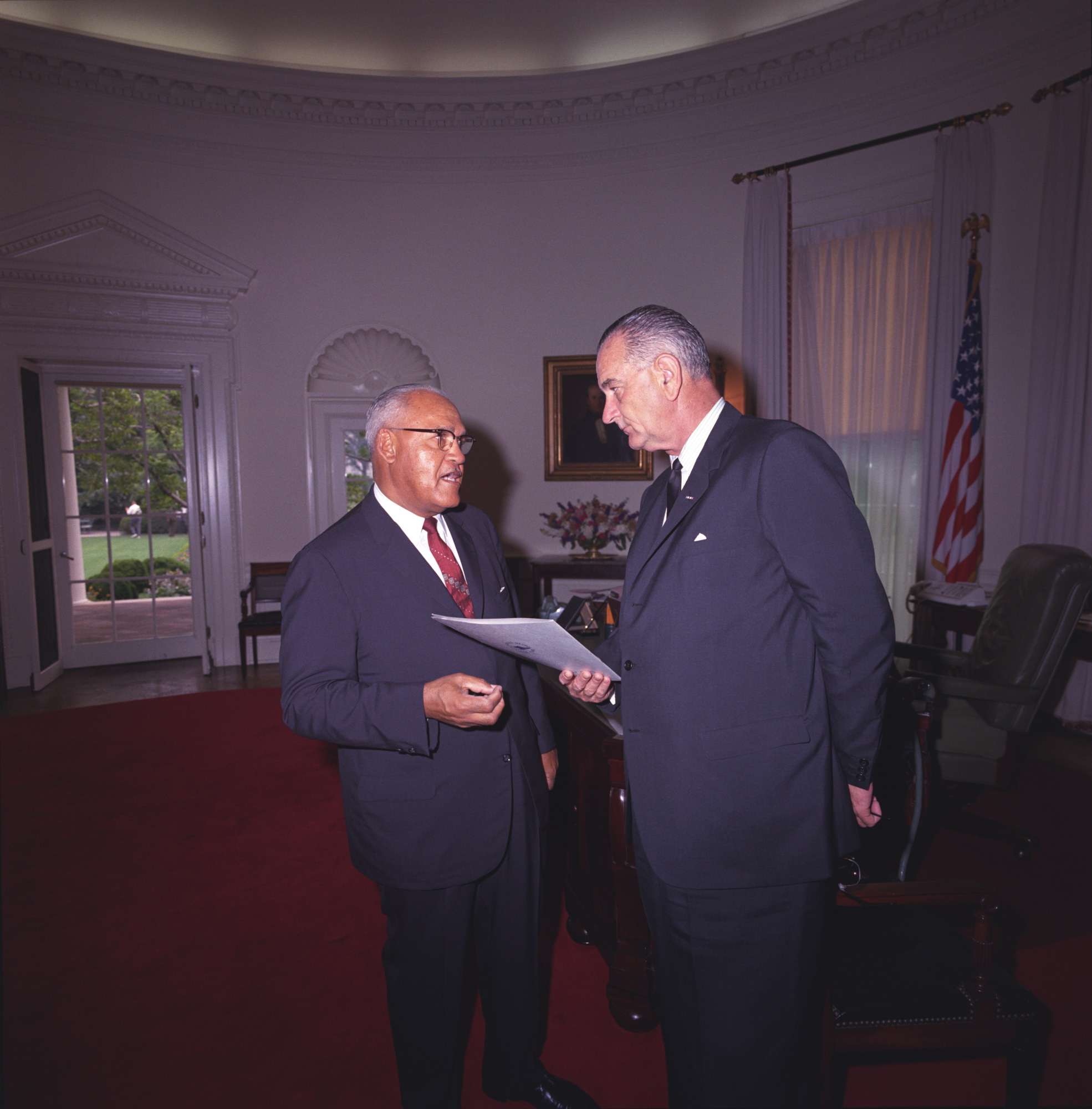
باترسون في المكتب البيضاوي مع الرئيس ليندون جونسون عام 1964.

كان فريدريك دوغلاس باترسون (10 أكتوبر 1901 – 26 أبريل 1988) رئيسًا أمريكيًا سابقًا لما يعرف الآن بجامعة توسكيجي (1935-1953) ومؤسس صندوق كلية نيغرو المتحدة (1944، UNCF ). في عام 1987، منح الرئيس رونالد ريغان الدكتور باترسون وسام الحرية الرئاسي، وهو أعلى وسام مدني في البلاد. في عام 1988، حصل على قلادة سبينغارن من الجمعية الوطنية للنهوض بالملونين .

## النشأة والعائلة
ولد فريدريك دوغلاس باترسون في 10 أكتوبر 1901 في واشنطن العاصمة لمامي لوسيل وليام روس باترسون. وقد سُمي على اسم فريدريك دوغلاس، أحد ملتمسي إلغاء العقوبة. بات يتيمن في الثانية من عمره عندما توفي والديه بسبب مرض السل. ثم انتقل مع شقيقته بيسي، مقدم الرعاية الرئيسي له، الذي ضحى لضمان تعليمه الجيد. لقد كرست ما يقرب من نصف راتبها الشهري البالغ 20 دولارًا لتسجيله في المدرسة الابتدائية الخاصة بكلية صموئيل هيوستن (حالياً كلية هيوستن-تيلوتسون) حيث سرعان ما برز تالقه في التعليم. ولد ابنة أخته ثيلما ديل بيركنز عام 1915.

## روابط خارجية
- فريدريك دوغلاس باترسون على موقع الموسوعة البريطانية (الإنجليزية)